# Associazione Calcio Turris 1976-1977
Questa voce raccoglie le informazioni riguardanti l'Associazione Calcio Turris nelle competizioni ufficiali della stagione 1976-1977.

## Rosa
| N. |                   | Ruolo | Calciatore              |
| -- | ----------------- | ----- | ----------------------- |
|    | Italia (bandiera) | D     | Salvatore Albano        |
|    | Italia (bandiera) | A     | Michele Barone          |
|    | Italia (bandiera) | A     | Lando Bertagna          |
|    | Italia (bandiera) | A     | Giuseppe Buonanno       |
|    | Italia (bandiera) | D     | Giovanni D'Agostino     |
|    | Italia (bandiera) | D     | Dino Fedi               |
|    | Italia (bandiera) | C     | Amedeo Fiorillo Manunta |
|    | Italia (bandiera) | C     | Giuseppe Greco          |
|    | Italia (bandiera) | P     | Crescenzo Izzo          |

| N. |                   | Ruolo | Calciatore         |
| -- | ----------------- | ----- | ------------------ |
|    | Italia (bandiera) | D     | Lionello Maianti   |
|    | Italia (bandiera) | D     | Eugenio Minichini  |
|    | Italia (bandiera) | C     | Silvano Neri       |
|    | Italia (bandiera) | C     | Giuseppe Palazzese |
|    | Italia (bandiera) | D     | Veniero Pari       |
|    | Italia (bandiera) | C     | Bruno Ranieri      |
|    | Italia (bandiera) | A     | Antonio Rossi      |
|    | Italia (bandiera) | P     | Vincenzo Strino    |
|    | Italia (bandiera) | D     | Pasquale Zinno     |

## Torneo Anglo Italiano 1977
| 27 aprile 1977 1ª giornata | Yeovil Town | 5 – 1 | Turris |  |

| 30 aprile 1977 2ª giornata | Bath City | 2 – 0 | Turris |  |

| Torre del Greco 22 giugno 1977 3ª giornata | Turris | 0 – 0 | Redditch Utd | Stadio A.Liguori |

| Torre del Greco 25 giugno 1977 4ª giornata | Turris | 3 – 0 | Chelmsford City | Stadio A.Liguori |